# Южный Парк (25-й сезон)
Двадцать пятый сезон американского анимационного телесериала «Южный Парк» впервые транслировался в США на телеканале Comedy Central с 2 февраля по 16 марта 2022 года.

## Актёрский состав
- Трей Паркер — Стэн Марш / Эрик Картман
- Мэтт Стоун — Кайл Брофловски / Кенни Маккормик

## Эпизоды
| № общий | № в сезоне | Название                                                                               | Режиссёр    | Автор сценария | Дата премьеры   | Произв. код | Зрители США (млн) |
| --- | ---------- | -------------------------------------------------------------------------------------- | ----------- | -------------- | --------------- | ----------- | ----------------- |
| 312 | 1          | «Пижамный день» «Pajama Day»                                                           | Трей Паркер | Трей Паркер    | 2 февраля 2022  | 2501        | 0.84              |
| Не проявив уважения к своему учителю, ПК Директор отменяет празднование Пижамного дня для всего четвертого класса. Картман в отчаянии. Дети не собираются этого терпеть, но ПК Директор отказывается отступать. |            |                                                                                        |             |                |                 |             |                   |
| 313 | 2          | «Большой сговор» «The Big Fix»                                                         | Трей Паркер | Трей Паркер    | 9 февраля 2022  | 2502        | 0.66              |
| Когда Рэнди приглашает семью Блэков на Ферму порядочности, Стэн с удивлением узнаёт новую правду об одном из своих друзей.                                                                                      |            |                                                                                        |             |                |                 |             |                   |
| 314 | 3          | «Городские» «City People»                                                              | Трей Паркер | Трей Паркер    | 16 февраля 2022 | 2503        | 0.66              |
| Картман в ярости на свою маму, когда она рассказывает ему о своей новой работе. |            |                                                                                        |             |                |                 |             |                   |
| 315 | 4          | «Назад в Холодную войну» «Back to the Cold War»                                        | Трей Паркер | Трей Паркер    | 2 марта 2022    | 2504        | 0.53              |
| После вторжения России на Украину, Мистер Маки начинает готовиться к ядерной войне, а Баттерс к участию в турнире по выездке.                                                                                   |            |                                                                                        |             |                |                 |             |                   |
| 316 | 5          | «Помогите, мой подросток меня ненавидит!» «Help, My Teenager Hates Me!»                | Трей Паркер | Трей Паркер    | 9 марта 2022    | 2505        | 0.62              |
| Мальчики начинают играть в страйкбол и начинают проводить время с подростками, которые доставляют им проблемы.                                                                                                  |            |                                                                                        |             |                |                 |             |                   |
| 317 | 6          | «Порядуличная трава ко Дню святого Патрика» «Credigree Weed St. Patrick’s Day Special» | Трей Паркер | Трей Паркер    | 16 марта 2022   | 2506        | 0.49              |
| Баттерс потрясён тем, что большинство людей в Южном Парке не знают, с чем связан День Святого Патрика. Тем временем у Рэнди возникают проблемы со Стивом Блэком.                                                |            |                                                                                        |             |                |                 |             |                   |